# Ethel Smyth
Dame Ethel Mary Smyth DBE (22. dubna 1858 Londýn – 8. května 1944 Woking) byla britská hudební skladatelka, čelná představitelka hnutí za volební právo žen a nositelka Řádu britského impéria.

## Životopis

### Skladatelská dráha
Hudbu studovala na Vysoké škole hudební a divadelní v Lipsku, kde měla možnost seznámit se s hudbou všech předních německých skladatelů. Její druhá opera Der Wald (Les) měla premiéru v roce 1901 v Berlíně. Skladatelka pak dosáhla, že toto její dílo bylo v roce 1903 uvedeno v Metropolitní opeře v New Yorku. Až do roku 2016 to byla jediná opera inscenovaná v tomto divadle, jejíž autorkou byla žena.

### Soukromý život
Během svého života měla Ethel Smyth několik vášnivých vztahů, skoro všechny s ženami. Když v roce 1892 psala svému libretistovi, svěřila se mu, že nedokáže pochopit, proč je pro ni mnohem snadnější milovat své vlastní pohlaví než mužské. Zamilovala se i do dvou slavných žen, a to do vdané politické aktivistky Emmeline Pankhurstové a v 71 letech do spisovatelky Virginie Woolfové, která tím byla poměrně znepokojená. Woolfová k tomu poznamenala, že si připadala, jako by ji chytil velký krab. Navzdory tomu se staly přítelkyněmi.